# Toczyska (gromada)
Toczyska (do 31 XII 1961 Róża Stara) – dawna gromada, czyli najmniejsza jednostka podziału terytorialnego Polskiej Rzeczypospolitej Ludowej w latach 1954–1972.
Gromady, z gromadzkimi radami narodowymi (GRN) jako organami władzy najniższego stopnia na wsi, funkcjonowały od reformy reorganizującej administrację wiejską przeprowadzonej jesienią 1954 do momentu ich zniesienia z dniem 1 stycznia 1973, tym samym wypierając organizację gminną w latach 1954–1972.
Gromadę Toczyska z siedzibą GRN w Toczyskach utworzono 1 stycznia 1962 w powiecie łukowskim w woj. lubelskim w związku z przeniesieniem siedziby gromady Róża Stara z Róży Starej do Toczysk i zmianą nazwy jednostki na gromada Toczyska; zmiana ta była możliwa dzięki równoczesnemu włączeniu do nowo utworzonej gromady Toczyska wsi Toczyska (nowej siedziby), obok kolonii Toczyska i wsi Zgórznica, ze zniesionej gromady Zgórznica w tymże powiecie.
1 stycznia 1969 gromadę zniesiono, włączając jej obszar do gromady Stoczek w tymże powiecie.